# Сорокино (Опочецкий район)
Сорокино — деревня в Опочецком районе Псковской области. Входит в состав Глубоковской волости.
Расположена в 24 км к востоку от города Опочка, в 9 км к северу от волостного центра, деревни Глубокое и в 2 км к северо-западу от деревни Норкино.
Численность населения по состоянию на 2000 год составляла 26 человек.
До 2005 года деревня входила в состав ныне упразднённой Норкинской волости.